# Gierczyce (województwo świętokrzyskie)

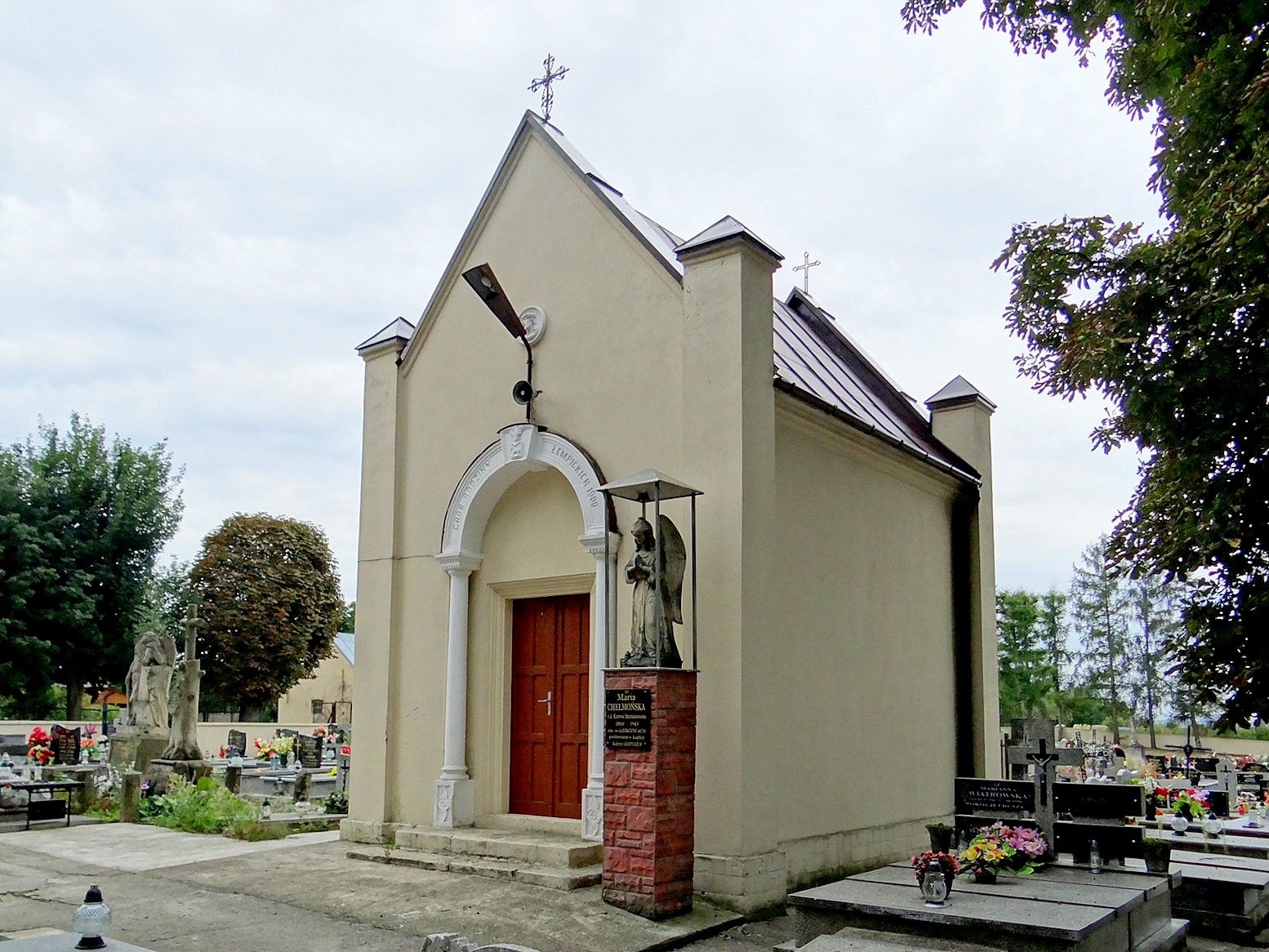
Kaplica cmentarna

Gierczyce – wieś sołecka w Polsce, położona w województwie świętokrzyskim, w powiecie opatowskim, w gminie Wojciechowice. Leży przy drodze krajowej nr 74.
Prywatna wieś szlachecka położona była w drugiej połowie XVI wieku w powiecie sandomierskim województwa sandomierskiego.
W latach 1954–1972 wieś należała i była siedzibą władz gromady Gierczyce. W latach 1975–1998 miejscowość położona była w województwie tarnobrzeskim.

## Części wsi
| SIMC    | Nazwa                | Rodzaj    |
| ------- | -------------------- | --------- |
| 0809925 | Gierczyce Poduchowne | część wsi |
| 0809931 | Hultajka             | część wsi |
| 0809948 | Nowe Kolonie         | część wsi |
| 0809954 | Zakuźnia             | część wsi |

## Historia

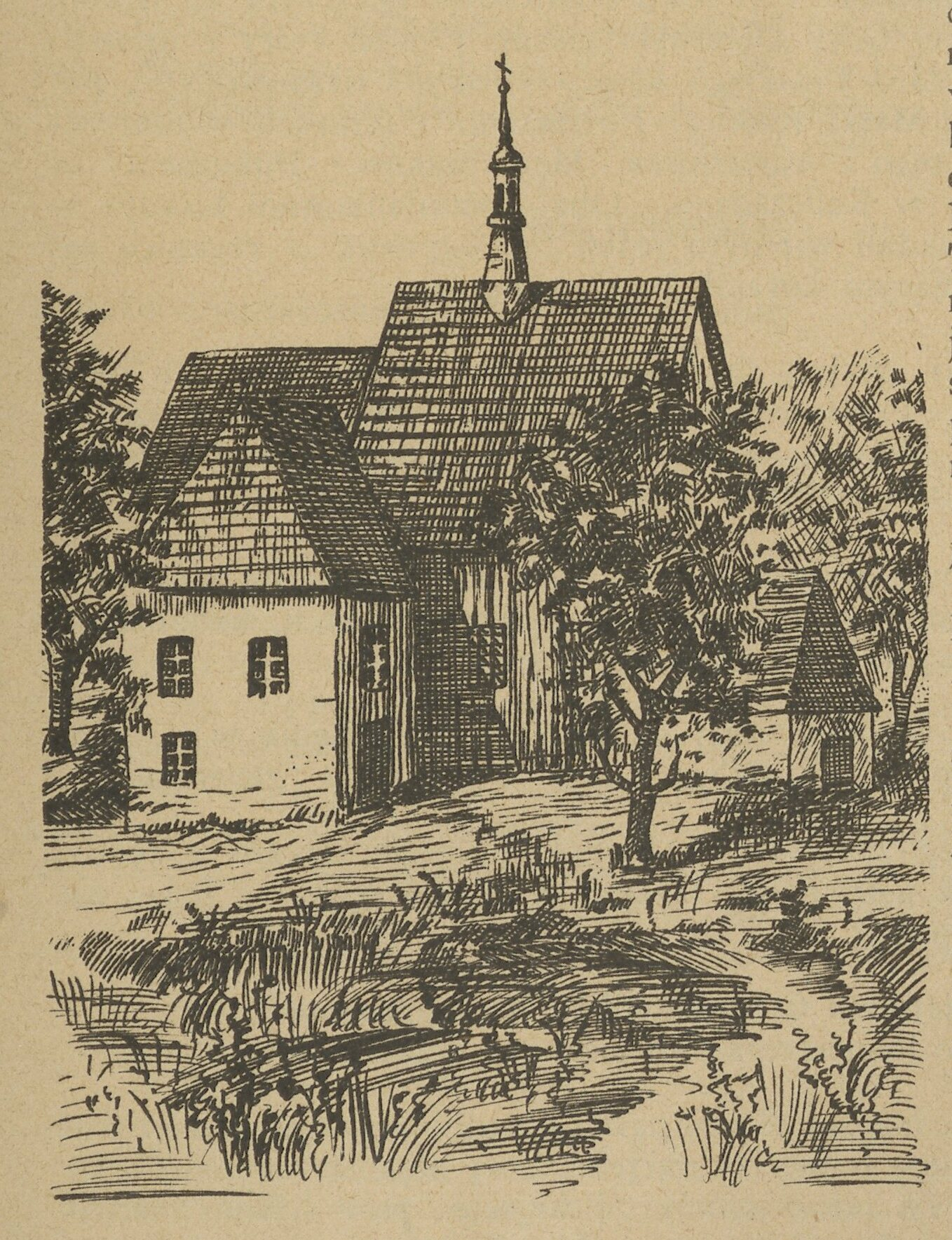
Kościół przed 1907

Gierczyce, u Długosza „Gedczycze”, wieś w powiecie opatowskim. 

W r. 1390 dziedzice „de Trezczin* (może ze wsi Tresta, w ówczesnym powiecie opoczyńskim, jak świadczy nazwisko: „Pascho Trestka”), oświadczają, iż założywszy świeżo kościół parafii we wsi „Genczicze“ i uposażywszy parafię dochodami ze wsi Ruda, położonej dość daleko od Gierczyc (w opoczyńskie -lokalizacja niepewna) zamieniają tę wieś z biskupem krakowskim, Janem na dziesięciny z Gierczyc i Łukawki (Kodeks katedry krakowskiej t.II s.147). 

W połowie XV w. jak podaje Długosz (1470-80) istnieje tu kościół parafialny pw. św. Mikołaja. Dziedzicami są Gryfowie. Dziesięcinę ze wsi (do 12 grzywien) bierze miejscowy pleban (Długosz L.B. t.II s.498).
W roku 1827 była to wieś prywatna, domów było 36 mieszkańców 148.
Według spisu powszechnego z roku 1921 we wsi Gierczyce było 40 domów i 227 mieszkańców, natomiast folwark Gierczyce posiadał domów 10 i 206 mieszkańców 
Hultajka (obecnie część wsi Gierczyce), była w roku 1921 kolonią z 7 domami i 47 mieszkańcami.
Gdy w 1939 roku wybuchła wojna w Gierczycach gościli wysiedleńcy z Wielkopolski, m.in. Maria Szymańska Chełmońska - żona słynnego, polskiego malarza. W końcowej fazie wojny żołnierze niemieccy wysadzili część kościoła w obawie, że ta ściągnie radziecki ostrzał artyleryjski.

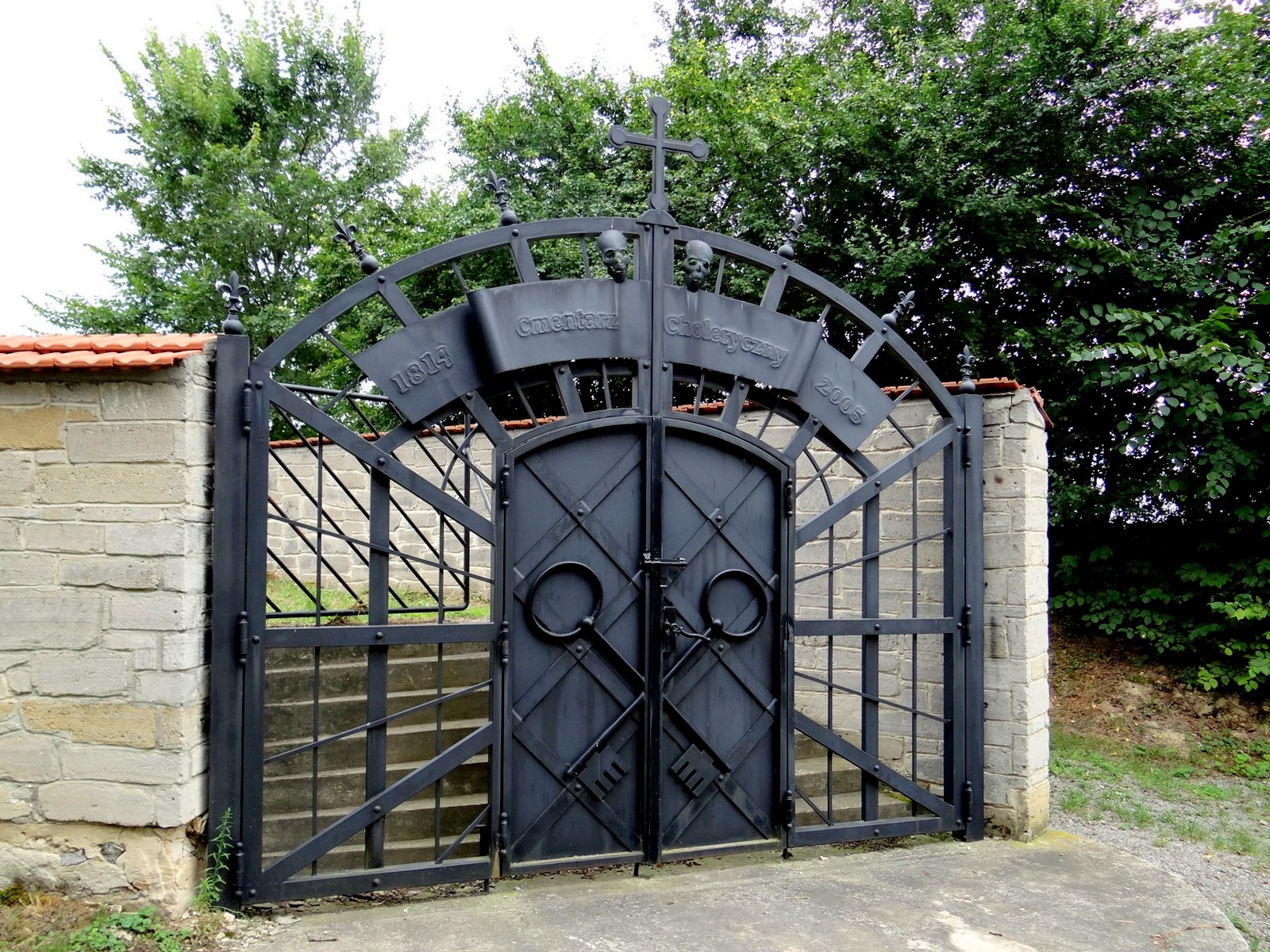
Brama cmentarza cholerycznego

## Zabytki
- Drewniany kościół pw. Świętego Mikołaja Biskupa z początku XVIII wieku. Świątynia została wybudowana w 1708 na miejscu kościoła z 1390 roku. Kościół został rozbudowany w 1797. Zniszczony w 1944 dach został odbudowany w latach powojennych. Z tego okresu pochodzi również nowa wieża. Wyposażenie świątyni rokokowe.

W skład zespołu kościoła, wpisanego do rejestru zabytków nieruchomych (nr rej.: A.579/1-4 z 21.06.1967 i z 20.05.1977), wchodzi kościół, drewniana dzwonnica bramna, kostnica oraz murowano-drewniane ogrodzenie.
- Cmentarz parafialny (nr rej.: A.580 z 14.06.1988)[12].
- Cmentarz epidemiczny (nr rej.: A.581 z 22.04.1991)[12].
- Park dworski z aleją dojazdową (nr rej.: A.582 z 4.12.1957, z 13.12.1957 i z 25.10.1991)[12].